# Gymnasium Bernrode

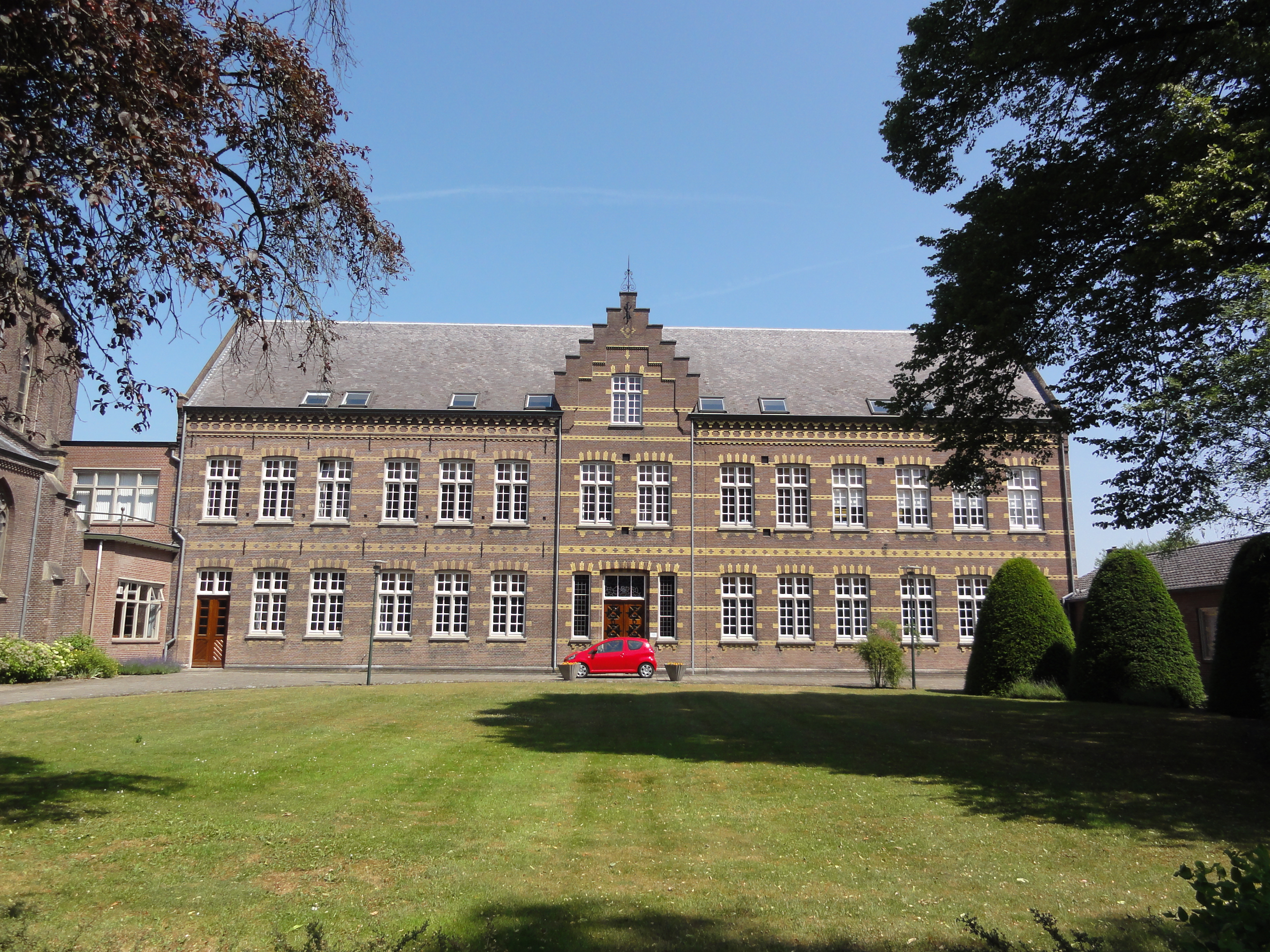
Het oude Gymnasium Sint Norbertus naast de abdijkerk

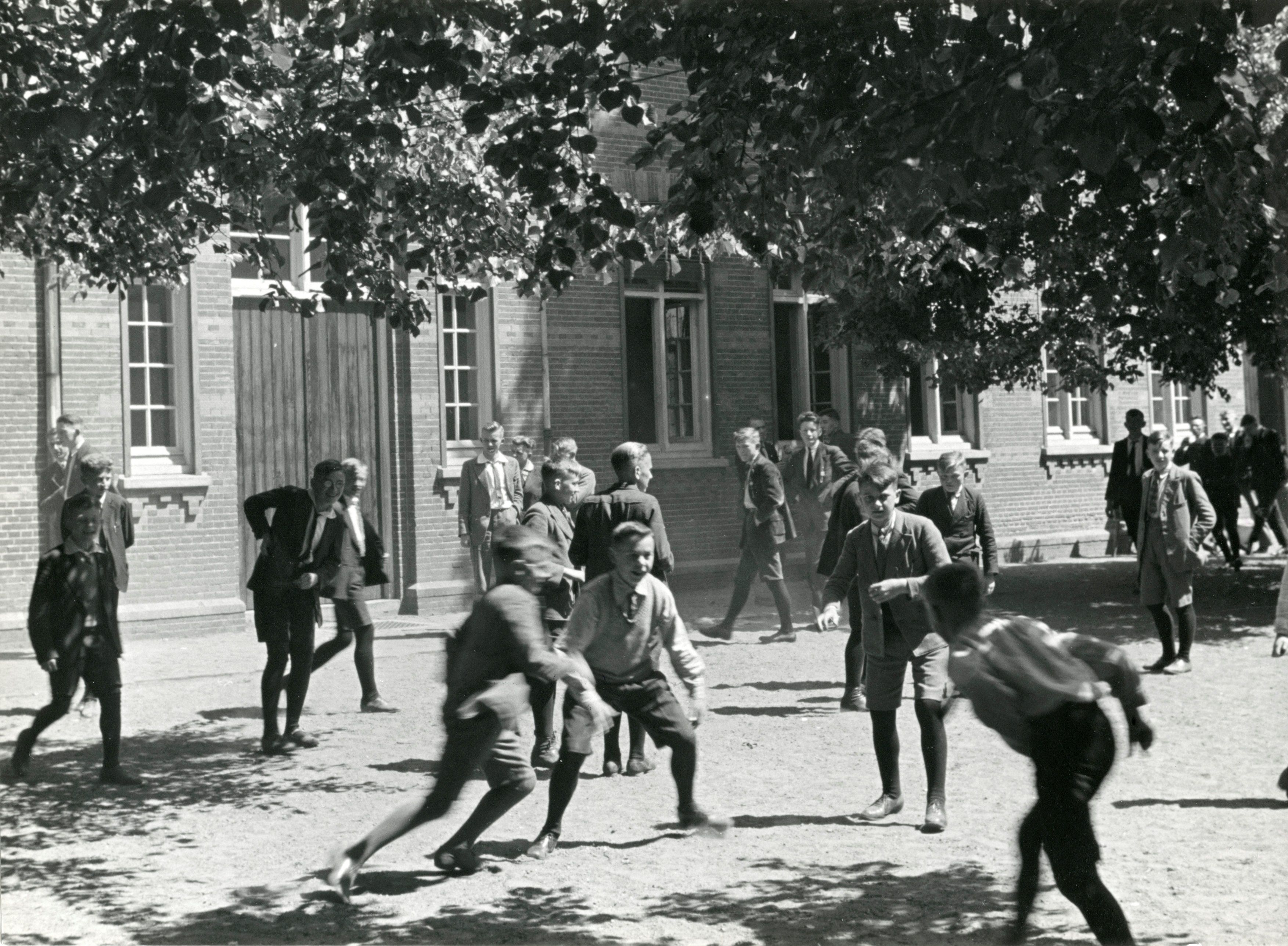
Speelplaats anno 1934 (Nationaal Archief / Spaarnestad Photo / Wiel van der Randen

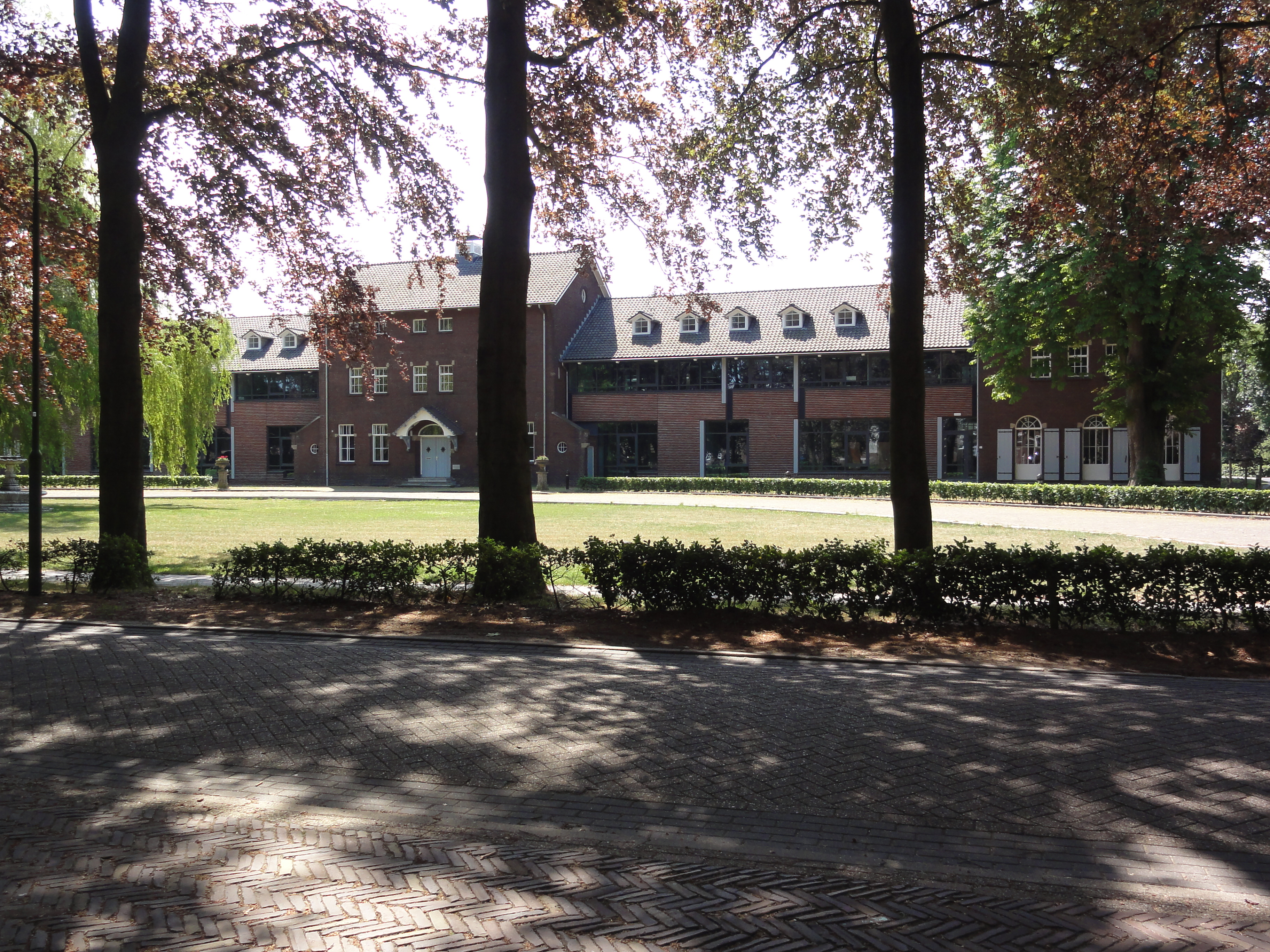
Het nieuwe gymnasium tegenover de abdij, nu Gymnasium Bernrode

Het Gymnasium Bernrode is een katholiek categoraal gymnasium in Heeswijk. Dit gymnasium werd opgericht in 1886 als Gymnasium St. Norbertus door Gerlacus van den Elsen O. Praem. van de Abdij van Berne.
Studenten konden in dit seminarie worden opgeleid tot Norbertijner kanunnik en tot priester. Dat bleef zo tot in de jaren vijftig van de twintigste eeuw, toen de school samenwerking zocht met het Damiaancollege te Sint-Oedenrode. Het Gymnasium Sint Norbertus heet sinds die tijd 'Gymnasium Bernrode'.
Niet lang daarna nam de school behalve jongens ook meisjes aan als leerling. Het internaat werd opgeheven en Bernrode groeide uit tot wat het nu is: een streekschool voor gymnasiaal onderwijs. Midden 2008 is de school in zijn geheel teruggekeerd naar het volledig gerenoveerde, oude internaatsgebouw tegenover de abdij.
Gymnasium Bernrode kwam in maart 2010 in het nieuws wegens 2 leerlingen die de e-mails van docenten kraakten door middel van een hardware keylogger. Zo kwamen de leerlingen aan schoolexamens en proefwerken die werden gedeeld met vrienden. De school heeft de twee leerlingen verwijderd en aangifte gedaan van computervredebreuk.
Op 4 oktober 2011 bestond Gymnasium Bernrode exact 125 jaar. Op die dag ontvingen in 1886 de vijf leerlingen op de Abdij van Berne hun eerste lessen. Gerlacus van den Elsen, de prior van de abdij van Berne, was de oprichter van de school die eerst Gymnasium St. Norbertus heette. Ter gelegenheid van het 125-jarig jubileum schreef de docent aardrijkskunde, Ton Cruijsen, "Van klein seminarie tot klein gymnasium".

## Bekende oud-leerlingen
- Ton Baeten (1931-2018), abt van de Abdij van Berne
- Sjef van den Berg (1995), handboogschutter
- Jan Brenninkmeijer (1956), CDA-politicus
- Antoon Coolen (1897-1961), schrijver
- Nathalie van Gent (1986), actrice en zangeres
- Freek Heerkens (1989), voetballer
- Ron Heesakkers (1978), voetballer
- Jan Marijnissen (1952), SP-politicus
- Bianca de Jong-Muhren (1986), schaakster
- Bram Ronnes (1978), beachvolleyballer
- Louis Sévèke (1964-2005), politiek activist, journalist en publicist
- Anne-Marie Spierings (1976), D66-politica
- Mark van de Veerdonk (1959), cabaretier
- Maartje van de Wetering (1985), actrice en zangeres

## Rectoren
- Gerlacus van den Elsen (1886 - 1900)